# Sbandato
Sbandato è il 16º album in studio del cantautore italiano Edoardo Bennato, pubblicato nel 1998.

## Tracce
1. Sbandato - 3:19
2. Credo solo a te - 4:51
3. Roma - 4:46
4. T'amo - 3:40
5. È notte - 3:55
6. Sempre in viaggio sul mare - 4:45
7. Fantasia - 4:16
8. Povero amore - 4:11
9. Galileo - 4:15
10. I gemelli della verità - 4:18
11. Angeli no - 3:57
12. Falsa libertà - 3:40 + traccia fantasma Colpa dell'America - 2:57 (durata delle due tracce: 6:37)

## Formazione
- Edoardo Bennato - voce, armonica a bocca
- Gigi De Rienzo - tastiera, cori, basso, chitarra
- Roberto Pellati - batteria
- Antonio Righetti - basso
- Ernesto Vitolo - organo Hammond
- Franco Giacoia - chitarra, cori
- Filippo D'Eliso - programmazione
- Paolo Valli - batteria
- Paolo Raffone - programmazione
- Guido Migliaro - armonica a bocca
- Patrick Duenas - cori